# بلونطيا سيلانية
بلونطيا سيلانية (الاسم العلمي: Belontia signata) (بالإنجليزية: Ceylonese combtail)‏ هي نوع من الأسماك يتبع جنس البلونطيا من الفصيلة الجورامية.